# Parole di pietra
Parole di pietra è una trasmissione radiofonica condotta da Umberto Broccoli e trasmessa via podcast su RaiPlay Sound.
Il programma viene distribuito dalla Rai a partire da gennaio 2022 a cadenza settimanale. Il format riprende lo stile utilizzato nelle trasmissioni di Umberto Broccoli e Luca Bernardini come Con parole mie e La Radio in comune.

## Presentazione
Parole di pietra riprende l'idea di versi e citazioni scolpite nella pietra, dunque indelebili e immutabili allo scorrere del tempo e della storia. Broccoli, dopo una lettura iniziale, spiega come queste frasi sono ancora di una sorprendete attualità.

## Puntate
1. Balnea vina venus
2. Qui regna estremo rigore
3. Io a quale corpo appartengo
4. Qui nessuno si inchina ai potenti
5. Cogli L'attimo
6. Non al denaro, né all'amore, né al cielo
7. Sarebbe stato meglio non aver mai toccato il suolo
8. Era solamente uno sguardo stupito